# Perkins and Will
Perkins and Will — американська архітектурно-дизайнерська компанія, заснована в 1935 році.

## Біографія
Компанія створена Лоуренсом Перкінсом (1907-1998) та Філіпом Вілєм (1906-1985). Засновники познайомились під час навчання у Корнельському університеті. Компанія базується у Чикаго.

## Найвідоміші проекти
Найвідоміші будівлі збудовані компанією:

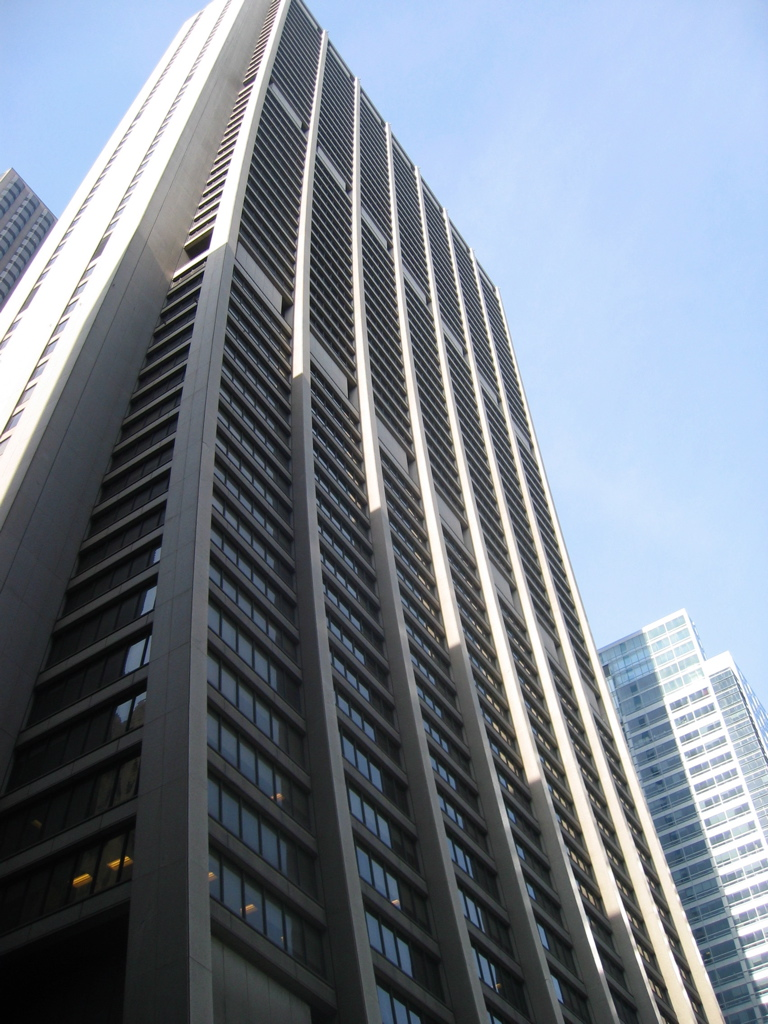
Chase Tower (Чикаго)

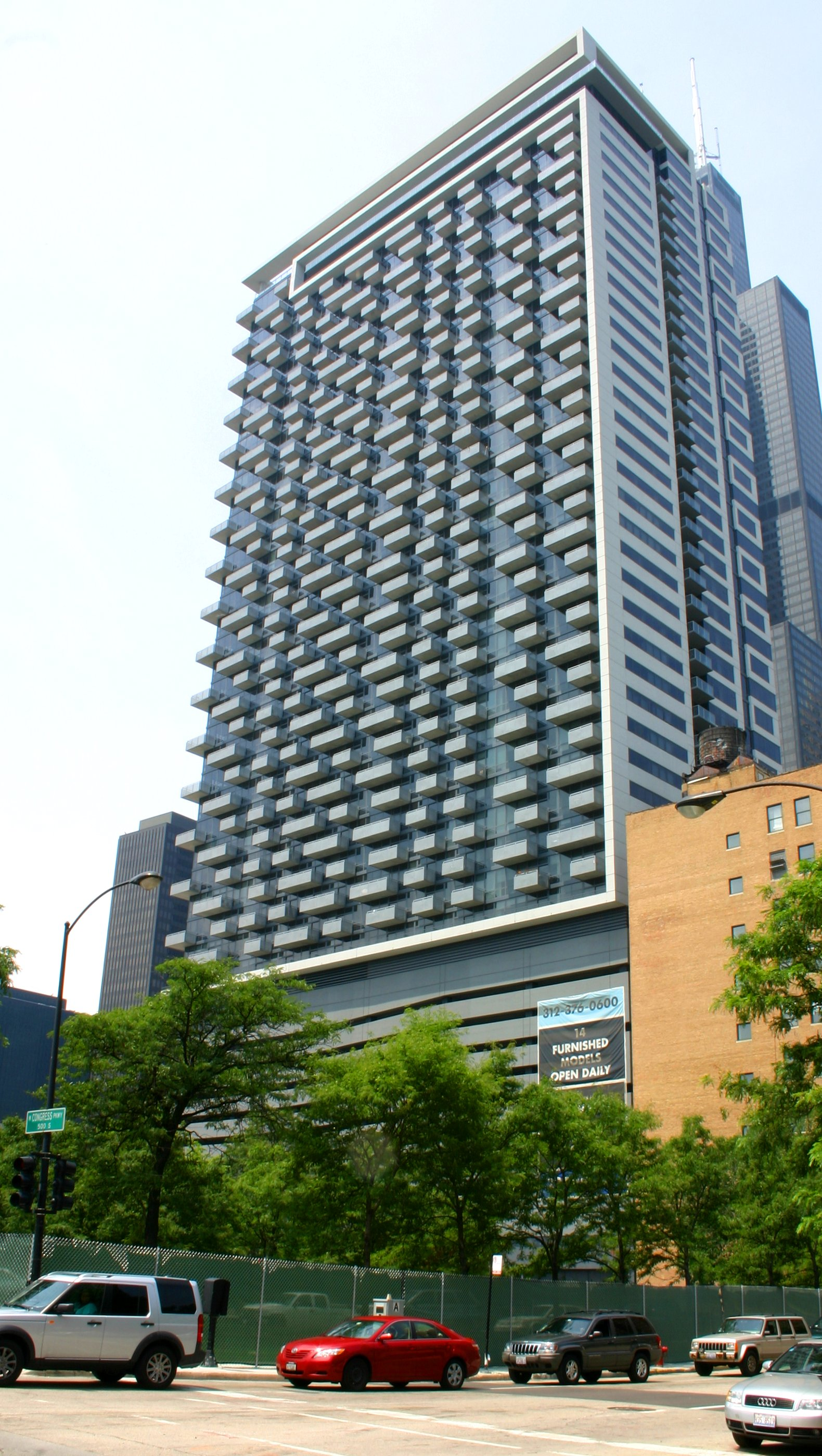
235 Van Buren

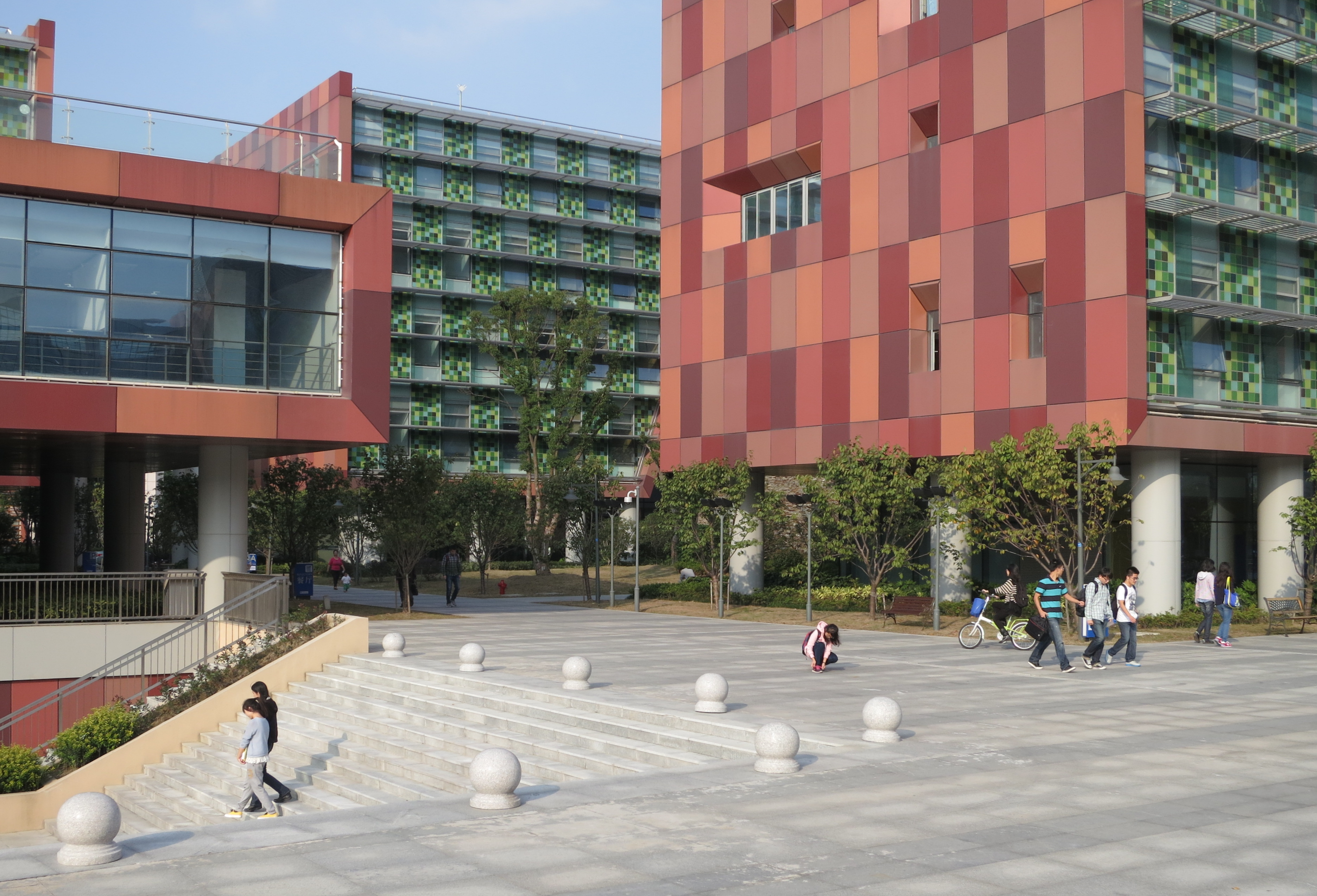
Північний кампус Xi’an Jiaotong-Liverpool University

- Boeing International Headquarters, Чикаго, Іллінойс [1]
- Bridgestone Tower, Нешвіл, Теннессі5
- Chase Tower (Чикаго), Чикаго, Іллінойс
- The Clare, Чикаго, Іллінойс
- Concordia International School Shanghai, Шанхай, Китай
- Crow Island School, Віннетка, Іллінойс
- Lake Forest College, Середній та Південний кампус, Лейк-Форест, Іллінойс
- Дюкський університет Fuqua School of Business, Дархем, Північна Кароліна
- Florida Atlantic University, Schmidt Biomedical Science Center
- Fort Collins High School, Форт-Коллінс, Колорадо
- GlenOak High School, Плейн-Тауншіп, Огайо
- International School of Beijing, Пекін, Китай[2]
- Klaus Advanced Computing Building, Технологічний інститут Джорджії, Атланта, Джорджія[3]
- Природничий музей Пеггі Нотберт, Чикаго, Іллінойс[4]
- Philadelphia Pennsylvania Temple, The Church of Jesus Christ of Latter-day Saints (Mormon), Філадельфія, Пенсильванія
- Proviso West High School, Hillside, Illinois[5]
- Ruth M. Rothstein CORE Center, Чикаго, Іллінойс[6]
- Signature Place, Сент-Пітсбург, Флорида[7]
- Університет Тулейн, Mayer Residences, Новий Орлеан, Луїзіана
- Університет Тафтса, Granoff Music Center, Бостон[8]
- University of Agostinho Neto, New Campus Master Plan, Луанда, Ангола
- Іллінойський університет в Урбана-Шампейн, Temple Hoyne Buell Hall, Шампейн, Іллінойс
- Університет Маямі, School of Communication, Маямі, Флорида
- Пенсильванський університет, Biomedical Research Building II, Філадельфія, Пенсильванія
- Університет Південної Каліфорнії, Zilkha Neurogenetic Institute, Лос-Анжелес, Каліфорнія
- Antilia, Мумбаї, Індія
- 235 Van Buren, Чикаго, Іллінойс
- University Health System 2012 expansion project, Сан-Антоніо, Техас.
- Los Angeles United States Court House, Лос-Анджелес, Каліфорнія
- Texas A&M University, Memorial Student Center 2012 Renovation, Коледж-Стейшен, Техас.
- Університет в Буффало, Davis Hall Building, UB's North Campus, Amherst, NY
- Xi’an Jiaotong-Liverpool University, Північний кампус, Суджоу, Китай

## Нагороди
- 2015 American Planning Association's National Planning Excellence Award for a Planning Firm[9]
- 2010 National Building Museum's Honor Award for Civic Innovation, the first architectural firm to be a recipient.[10][11]
- 2010 Honor Award for Civic Innovation from the National Building Museum
- 2009 and 2008 Practice Greenhealth Champion for Change Award[12]
- 2009 COTE Top 10 Green Projects, Dockside Green [Архівовано 23 березня 2016 у Wayback Machine.] and Great River Energy [Архівовано 4 березня 2016 у Wayback Machine.]
- 2008 BusinessWeek and Architectural Record "Good Design is Good Business" Award for Haworth Headquarters[13]
- 2008 CoreNet Sustainability Leadership Award for Sustainable Development[14]
- 2003 National Honor Award from the AIA for Skybridge at One North Halsted, Chicago, Illinois